# Charles Korvin
Charles Korvin, eigentlich Géza Korvin Kárpáthy (* 21. November 1907 in Pöstyény, Österreich-Ungarn; † 18. Juni 1998 in Manhattan, New York) war ein US-amerikanischer Schauspieler.

## Leben
Korvin studierte an der Sorbonne. Er arbeitete zunächst als Regisseur von Dokumentarfilmen und als Kameramann. 1937 zog er in die USA. Er absolvierte eine Schauspielausbildung am Barter Theatre in Abingdon, Virginia.
Am Broadway gab er im Jahre 1943 sein Debüt unter dem Namen Geza Korvin in dem Theaterstück Dark Eyes von Elena Miramova und Eugenie Leontovich. 1965 trat er nochmals am Broadway auf, in der Komödie Barfuß im Park von Neil Simon. Er übernahm von Kurt Kasznar die Rolle des Victor Velasco.
Nachdem er einen Filmvertrag mit Universal Pictures geschlossen hatte, änderte er seinen Namen in Charles Korvin. Sein Filmdebüt gab er 1944 in der Titelrolle des verwegenen französischen Meisterdiebs Arsène Lupin in dem Kriminalfilm Enter Arsene Lupin, wobei ihm sein „gutes Aussehen und sein kontinentaler Charme“ zugutekamen. Er spielte dann in der Folgezeit zunächst romantische Helden und Liebhaber, in seinen folgenden drei Filmen an der Seite von Merle Oberon. Nach Vertragsstreitigkeiten – Korvin sollte eine Schurkenrolle übernehmen, lehnte dies jedoch ab – wurde 1947 sein Vertrag mit den Universal Studios aufgelöst.
Korvin arbeitete dann als freier Schauspieler für andere Filmstudios, unter anderem für Columbia Pictures, Paramount Pictures und die 20th Century Fox, wo er teilweise als Schurke und Bösewicht eingesetzt wurde. 1951 wurde er auf Betreiben des Komitees für unamerikanische Umtriebe auf die Schwarze Liste der Hollywoodschauspieler gesetzt; nach Angaben seiner Familie hatte er sich geweigert, mit dem Komitee zusammenzuarbeiten. Trotzdem konnte Korvin außerhalb Hollywoods weiterhin als Schauspieler arbeiten. Später spielte er häufig auch Nebenrollen. 1965 besetzte ihn Regisseur Stanley Kramer als  Schiffskapitän Thiele in seinem Film Das Narrenschiff.
Neben Kinofilmen spielte Korvin auch in TV-Filmen und zahlreichen Fernsehserien mit. Er verkörperte die Hauptrolle des Interpol-Inspektors Paul Duval in der amerikanischen Fernsehserie Hier Interpol. In Erinnerung bleibt auch seine Episodenhauptrolle als Latin Lover und Tanzlehrer Mr. Sanchez in der Folge Momma Loves a Mambo aus der US-Serie The Honeymooners. In der US-amerikanischen Miniserie Holocaust – Die Geschichte der Familie Weiß spielte er 1978 die Rolle des Dr. Kohn vom Judenrat in  Warschau.
Im Jahr 1957 wurde er US-Bürger. Er verstarb mit 90 Jahren in Manhattan.

## Filmografie (Auswahl)
- 1944: Enter Arsene Lupin
- 1945: Die Liebe unseres Lebens (This Love of Ours)
- 1946: Temptation
- 1948: Berlin-Express (Berlin Express)
- 1950: The Killer That Stalked New York
- 1952: Tarzan, der Verteidiger des Dschungels (Tarzan’s Savage Fury)
- 1952: Schwarze Trommeln (Lydia Bailey)
- 1953: Sangaree
- 1955: Tormenta
- 1956: Im Sturm der Leidenschaft (Thunderstorm)
- 1956: The Honeymooners (Fernsehserie) [1 Folge]
- 1958: Zorro (Fernsehserie) [6 Folgen]
- 1959–1960: Hier Interpol (Interpol Calling) [Fernsehserie, 39 Folgen]
- 1965: Das Narrenschiff (Ship of Fools)
- 1966: Tennisschläger und Kanonen (I Spy)
- 1966; 1968; 1971: FBI (The F.B.I.) [3 Folgen]
- 1970: The Man Who Had Power Over Women
- 1975: Inside Out – Ein genialer Bluff (Inside Out)
- 1978: Holocaust – Die Geschichte der Familie Weiss (Holocaust) (TV)